# Befunge
Befunge é uma linguagem de programação esotérica. O código é bidimensional. Foi criada por Chris Pressey, em 1993. É baseada no conceito de pilha (LIFO).

## Comandos
| Caractere | Função |
| --------- | --- |
| 0-9       | Coloca este valor (0-9) no topo da pilha.                                                                                               |
| +         | Obtém os dois primeiros valores da pilha e soma-os, colocando o resultado no topo da pilha.                                             |
| -         | Obtém os dois primeiros valores da pilha e subtrai o segundo do primeiro, colocando o resultado no topo da pilha.                       |
| *         | Obtém os dois primeiros valores da pilha e multiplica-os, colocando o resultado no topo da pilha.                                       |
| /         | Obtém os dois primeiros valores da pilha e divide o primeiro pelo segundo, colocando o resultado no topo da pilha.                      |
| %         | Obtém os dois primeiros valores da pilha e faz divisão inteira do primeiro pelo segundo, colocando o resto da divisão no topo da pilha. |
| !         | Obtém o primeiro valor da pilha e nega-o logicamente, colocando o resultado no topo da pilha.                                           |
| `         | Obtém os dois primeiros valores da pilha e executa operação lógica primeiro>segundo, colocando o resultado no topo da lista.            |
| >         | Muda a direção para a direita. |
| <         | Muda a direção para a esquerda. |
| ^         | Muda a direção para cima. |
| v         | Muda a direção para baixo. |
| _         | Obtém o primeiro valor da pilha. Se for 0, move para a direira. Se não, move para a esquerda.                                           |
| \|        | Obtém o primeiro valor da pilha. Se for 0, move para a baixo. Se não, move para cima.                                                   |
| "         | Inicia (ou termina) o modo string. Cada caractere é colocado na pilha, na ordem que aparecem.                                           |
| :         | Duplica o primeiro valor da pilha. |
| \         | Inverte a posição dos dois primeiros valores da pilha.                                                                                  |
| $         | Remove o primeiro valor da pilha. |
| .         | Obtém o primeiro valor da pilha e mostra-o na tela como inteiro.                                                                        |
| ,         | Obtém o primeiro valor da pilha e mostra-o na tela como caractere Asc II.                                                               |
| #         | Pula a próxima célula de comando. |
| p         | Pega os valores x, y e v do topo da pilha, e modifica a célula de comando (x,y) para o valor Asc II de v.                               |
| g         | Pega os valores x e y do topo da pilha, e coloca o código Asc II da célula de comando (x,y).                                            |
| &         | Pede um número para o usuário e registra-o no topo da pilha.                                                                            |
| ~         | Pede um caractere para o usuário e registra-o no topo da pilha.                                                                         |
| @         | Termina o programa. |

## Linguagens baseadas em Befunge
Extensões ou variantes do Befunge são chamados fungeóides.
- Befreak.
- PATH (combinação de Befunge com brainfuck).